# 1425. pr. Kr.
◄ | 16. stoljeće pr. Kr. | 15. stoljeće pr. Kr. | 14. stoljeće pr. Kr. | ►
◄ | 1450-ih pr. Kr. | 1440-ih pr. Kr. | 1430-ih pr. Kr. | 1420-ih pr. Kr. | 1410-ih pr. Kr. | 1400-ih pr. Kr. | 1390-ih pr. Kr. | ►
◄◄ | ◄ | 1428. pr. Kr. | 1427. pr. Kr. | 1426. pr. Kr. | 1425 pr. Kr. | 1424. pr. Kr. | 1423. pr. Kr. | 1422. pr. Kr. | ► | ►►

## Događaji
- u vrijeme oko 1450./1425. pr. Kr.: Grci mikenskog kulturnog kruga osvajaju minojsku Kretu i do tada kretske Ciklade i Milet

## Vanjske poveznice
|  | Zajednički poslužitelj ima još gradiva o temi 1425. pr. Kr. |